# Eduardo Romano
Eduardo Ángel Romano (Avellaneda, 8 de junio de 1938) es un escritor argentino, poeta, crítico literario, periodista y profesor consulto de la Universidad de Buenos Aires.

## Trayectoria
Egresó en 1965 de la Facultad de Filosofía y Letras de la Universidad de Buenos Aires, donde ha dictado clases durante muchos años. Fue profesor titular del Seminario de Cultura Popular y Masiva en la Facultad de Ciencias Sociales de la UBA, hoy a cargo de Pablo Alabarces. En la carrera de Letras fue profesor adjunto de la cátedra de Literatura Argentina I, por entonces a cargo de David Viñas), y de Problemas de Literatura Argentina, cuya titular era Beatriz Sarlo.

“Ha investigado los procesos de formación y transformación de la cultura popular en la Argentina, los cruces y diálogos que lo popular establece con la tradición criolla, el periodismo escrito, los medios masivos de comunicación, la cultura "alta"”.
Sylvia Saítta

Como periodista, ha colaborado en La Opinión, Clarín, Crisis, Tiempo Argentino y Página/12, entre otros.

## Obra

### Poesía
Tiene una extensa trayectoria como poeta que va desde 1961 a 2008.
- 18 poemas. Buenos Aires: Aguaviva, 1961.
- Entrada prohibida. Buenos Aires: Nueva Expresión, 1963.
- Mishiadura. Buenos Aires: Colihue, 1978.
- Doblando el codo. Buenos Aires: Libros de Tierra Firme, 1986.
- Entre sobrevivientes y amores difíciles. Buenos Aires: El Suri Profiado, 2008. ISBN 978-987-23987-2-9

### Ensayo
- Análisis de Don Segundo Sombra. Buenos Aires: CEAL, 1967. ISBN 950-581-001-8
- El teatro del siglo XX (con Jorge Lafforgue). Buenos Aires: CEAL, 1978.
- Sobre poesía popular argentina. Buenos Aires: CEAL, 1983. ISBN 950-25-0672-3
- Medios de comunicación y cultura popular (con Jorge B. Rivera y Aníbal Ford. Buenos Aires: Legasa, 1985. ISBN 950-600-040-9
- Claves del periodismo argentino actual (con Jorge B. Rivera) Buenos Aires: Tarso, 1987. ISBN 950-957-809-6
- Las huellas de la imaginación. Buenos Aires: Punto Sur, 1990.
- Voces e imágenes en la ciudad. Aproximaciones a nuestra cultura popular urbana. Buenos Aires: Colihue, 1992. ISBN 950-581-241-8
- Revolución en la lectura. El discurso periodístico-literario de las primeras revistas ilustradas rioplatenses. Buenos Aires: El Calafate, 2005. ISBN 950-895-179-6
- Haroldo Conti, alias Mascaró, alias la vida. Buenos Aires: Colihue, 2008. ISBN 978-950-563-940-3